# Złatowrych
Złatowrych (bułg. Златовръх) – wieś w Bułgarii, w obwodzie Płowdiw, w gminie Asenowgrad. Według danych szacunkowych Ujednoliconego Systemu Ewidencji Ludności oraz Usług Administracyjnych dla Ludności, 15 czerwca 2020 roku miejscowość liczyła 565 mieszkańców.

## Osoby związane z miejscowością

### Urodzeni
- Iwan Arapow – bułgarski czetnik Nikoły Andreewa[2]
- Iwan Nikołow – bułgarski czetnik Nikoły Andreewa[2]